# Lista de manuscritos unciais do Novo Testamento

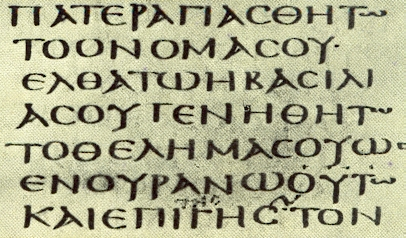
Codex Sinaiticus, Lucas 11,2

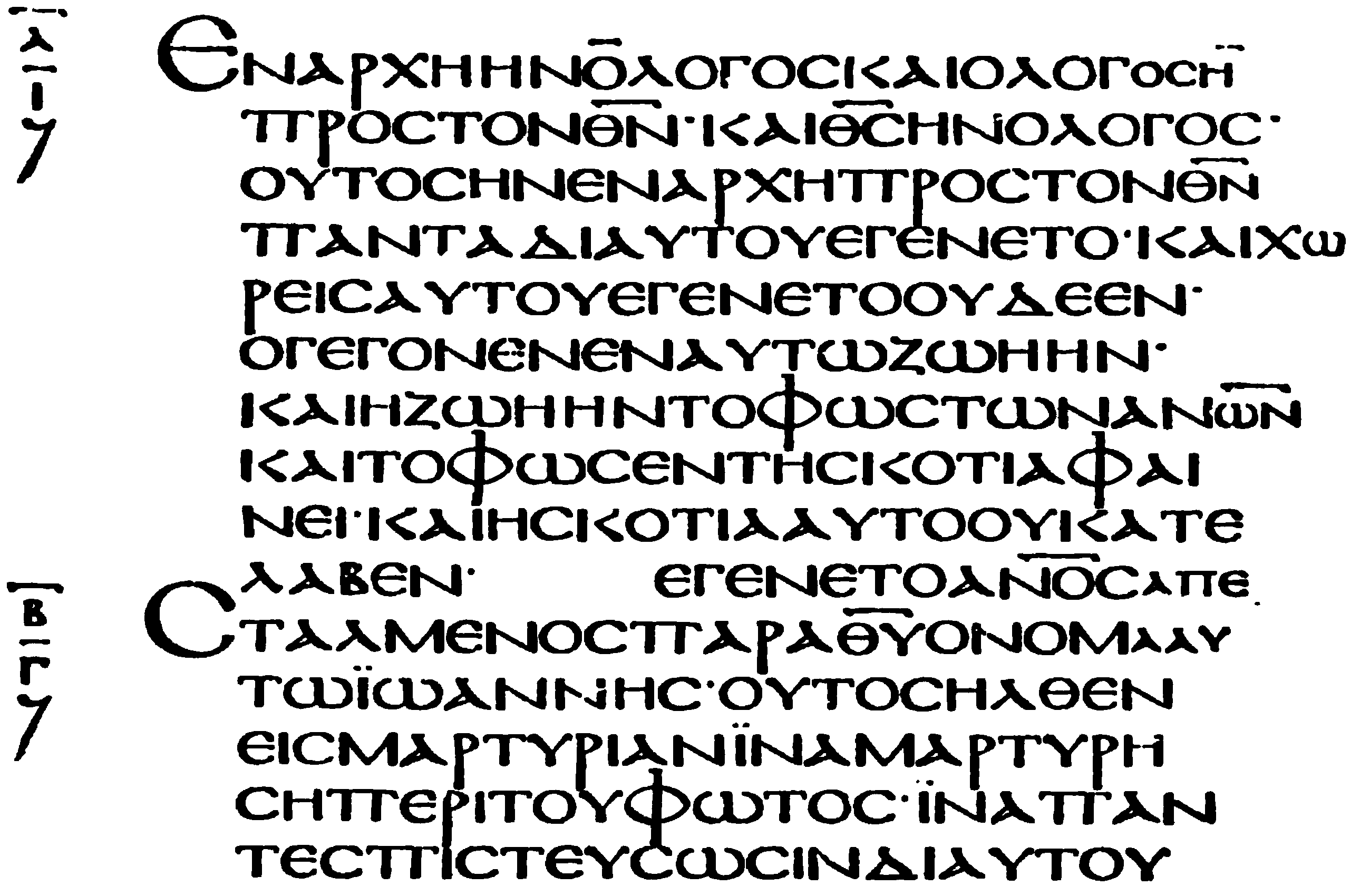
João 1,1-7 Codex Alexandrinus

Manuscritos do Novo Testamento Grego em letras maiúsculas (ou unciais) são manuscritos em caracteres maiúsculos, escritos em velino e pergaminho, entre o século III e o século XI. Existem cerca de 322 Unciais.

## Lista Manuscritos

### Unciais com sigla
| Número | Símbolo | Nome                        | Século      | Conteúdo                           | Instituição                                                               | Cidade                 | Estado                 |
| ------ | ------- | --------------------------- | ----------- | ---------------------------------- | ------------------------------------------------------------------------- | ---------------------- | ---------------------- |
| 01     | א       | Sinaiticus                  | século IV   | Novo Testamento                    | Biblioteca Britânica, Add. 43725                                          | Londres                | Reino Unido            |
| 02     | A       | Alexandrinus                | século V    | Novo Testamento †                  | Biblioteca Britânica, Royal 1 D. VIII                                     | Londres                | Reino Unido            |
| 03     | B       | Vaticanus                   | século IV   | Novo Testamento †                  | Biblioteca do Vaticano, Gr. 1209                                          | Vaticano               | Vaticano               |
| 04     | C       | Ephraemi Rescriptus         | século V    | Novo Testamento †                  | Biblioteca Nacional da França, Gr. 9                                      | Paris                  | França                 |
| 05     | Dea     | Bezae Cantabrigiensis       | século V    | Ev, Atos                           | Universidade de Cambridge, Nn. 2. 41                                      | Cambridge              | Reino Unido            |
| 06     | Dp      | Claromontanus               | século VI   | Epístolas paulinas                 | Biblioteca Nacional da França, Gr. 107 AB                                 | Paris                  | França                 |
| 07     | Ee      | Basilensis                  | século VIII | Evangelhos                         | Universidade de Basileia, AN III 12                                       | Basileia               | Suíça                  |
| 08     | Ea      | Laudianus                   | século VI   | Atos                               | Bodleian Library, Laud. Gr. 35                                            | Oxford                 | Reino Unido            |
| 09     | Fe      | Boreelianus                 | século IX   | Ev                                 | Universidade de Utrecht, Ms. 1                                            | Utrecht                | Países Baixos          |
| 010    | Fp      | Codex Augiensis             | século IX   | Epístolas paulinas                 | Trinity College, B. XVII. 1                                               | Cambridge              | Reino Unido            |
| 011    | Ge      | Codex Seidelianus I         | século IX   | Ev                                 | Biblioteca Britânica, Harley 5684                                         | Londres                | Reino Unido            |
| 012    | Gp      | Codex Boernerianus          | século IX   | Epístolas paulinas                 | Sächsische Landesbibliothek, A 145b                                       | Dresden                | Alemanha               |
| 013    | He      | Codex Seidelianus II        | século IX   | Evangelhos                         | Universidade de Hamburgo, codex 91 Trinity College, B. XVII 20, 21        | Hamburg Cambridge      | Alemanha · Reino Unido |
| 014    | Ha      | Codex Mutinensis            | século IX   | Atos                               | Biblioteca Estense, A.V. 6.3. (G. 196)                                    | Módena                 | Itália                 |
| 015    | Hp      | Codex Coislinianus          | século VI   | Epístolas paulinas                 | Biblioteca Nacional da França Megisti Lavra; s. n.                        | Paris Atos             | França · Grécia        |
| 016    | I       | Codex Freerianus            | século V    | Paulo                              | Smithsonian Institution, 06. 275                                          | Washington, D.C.       | Estados Unidos         |
| 017    | Ke      | Codex Cyprius               | século IX   | Ev                                 | Biblioteca Nacional da França, Gr. 63                                     | Paris                  | França                 |
| 018    | Kap     | Codex Mosquensis I          | século IX   | Atos, Paulo                        | Museu Histórico Estatal, V. 93                                            | Moscou                 | Rússia                 |
| 019    | Le      | Codex Regius                | século VIII | Ev                                 | Biblioteca Nacional da França, Gr. 62                                     | Paris                  | França                 |
| 020    | Lap     | Codex Angelicus             | século IX   | Atos, Paulo                        | Biblioteca Angelica 39                                                    | Roma                   | Itália                 |
| 021    | M       | Codex Campianus             | século IX   | Ev                                 | Biblioteca Nacional da França, Gr. 48                                     | Paris                  | França                 |
| 022    | N       | Petropolitanus Purpureus    | século VI   | Ev                                 | Biblioteca Nacional da Rússia, Gr. 537                                    | São Petersburgo        | Rússia                 |
| 023    | O       | Codex Sinopensis            | século VI   | Evangelho de Mateus                | Biblioteca Nacional da França, Suppl. Gr. 1286                            | Paris                  | França                 |
| 024    | Pe      | Codex Guelferbytanus A      | século VI   | Ev                                 | Herzog August Bibliothek, codices Weißenburg 64                           | Wolfenbüttel           | Alemanha               |
| 025    | Papr    | Codex Porphyrianus          | século IX   | Atos, Paulo, Católicas, Apocalipse | Biblioteca Nacional da Rússia, Gr. 225                                    | São Petersburgo        | Rússia                 |
| 026    | Q       | Codex Guelferbytanus B      | século V    | Lucas, João                        | Herzog August Bibliothek, codices Weißenburg 64                           | Wolfenbüttel           | Alemanha               |
| 027    | R       | Codex Nitriensis            | século VII  | Lucas                              | Biblioteca Britânica, Add. 17211                                          | Londres                | Reino Unido            |
| 028    | S       | Codex Vaticanus 354         | 949         | Ev                                 | Biblioteca do Vaticano, Gr. 354                                           | Vaticano               | Vaticano               |
| 029    | T       | Codex Borgianus             | século V    | Lucas, João                        | Biblioteca do Vaticano, Borgia Coptic 109                                 | Vaticano               | Vaticano               |
| 030    | U       | Codex Nanianus              | século IX   | Ev                                 | Biblioteca Marciana, 1397(I,8)                                            | Veneza                 | Itália                 |
| 031    | V       | Codex Mosquensis II         | século IX   | Ev                                 | Museu Histórico Estatal, V. 9, S. 399                                     | Moscovo                | Rússia                 |
| 032    | W       | Codex Washingtoniensis      | IV/século V | Ev                                 | Smithsonian Institution, 06. 274                                          | Washington, D.C.       | Estados Unidos         |
| 033    | X       | Codex Monacensis            | século X    | Ev                                 | Universidade de Munique 2° codex manuscript 30                            | Munique                | Alemanha               |
| 034    | Y       | Codex Macedoniensis         | século IX   | Ev                                 | Universidade de Cambridge, Add. 6594                                      | Cambridge              | Reino Unido            |
| 035    | Z       | Codex Dublinensis           | século VI   | Evangelho de Mateus                | Trinity College Library, Ms. 32                                           | Dublin                 | Irlanda                |
| 036    | Γ       | Codex Tischendorfianus IV   | século X    | Ev                                 | Bodleian Library, Auct. T. infr. 2.2 Biblioteca Nacional da Rússia, Gr 33 | Oxford São Petersburgo | Reino Unido · Rússia   |
| 037    | Δ       | Codex Sangallensis          | século IX   | Ev                                 | Stiftsbibliothek St. Gallen, 48                                           | São Galo               | Suíça                  |
| 038    | Θ       | Codex Koridethi             | século IX   | Ev                                 | Institut für Handschriften, Gr. 28                                        | Tbilisi                | Geórgia                |
| 039    | Λ       | Codex Tischendorfianus III  | século IX   | Lucas, João                        | Bodleian Library, Auct. T. inf. 1.1                                       | Oxford                 | Reino Unido            |
| 040    | Ξ       | Codex Zacynthius            | século VI   | Evangelho de Lucas                 | British and Foreign Bible Society, Mss 213                                | Londres                | Reino Unido            |
| 041    | Π       | Codex Petropolitanus        | século IX   | Ev                                 | Biblioteca Nacional da Rússia, Gr. 34                                     | São Petersburgo        | Rússia                 |
| 042    | Σ       | Codex Purpureus Rossanensis | século VI   | Mateus, Marcos                     | Diocesian Museum, Cathedral                                               | Rossano, Calabro       | Itália                 |
| 043    | Φ       | Codex Beratinus             | século VI   | Mateus, Marcos                     | Nationaal staatsarchief; nr. 1                                            | Tirana                 | Albânia                |
| 044    | Ψ       | Athous Lavrensis            | IX/século X | Ev, Atos, Paulo                    | Megisti Lavra; B΄ 52                                                      | Atos                   | Grécia                 |
| 045    | Ω       | Athous Dionysius            | século IX   | Ev                                 | Monastério de Dionísio, 10 (55)                                           | Atos                   | Grécia                 |

### Unciais 046-0320
| Número                                                    | Nome                | Século             | Conteúdo                                       | Instituição | Cidade                                      | Estado                                       |
| --------------------------------------------------------- | ------------------- | ------------------ | ---------------------------------------------- | --- | ------------------------------------------- | -------------------------------------------- |
| 046                                                       | Vaticanus 2066      | século X           | Apocalipse                                     | Biblioteca do Vaticano, Gr. 2066 | Vaticano                                    | Vaticano                                     |
| 047                                                       | —                   | século VIII        | Evangelho                                      | Biblioteca da Universidade de Princeton, Μed. and Ren. Mss, Garrett 1                                                                 | Princeton                                   | Estados Unidos                               |
| 048                                                       | Vaticanus 2061      | século V           | Atos, CE, Paulo                                | Biblioteca do Vaticano, Gr. 2061 | Vaticano                                    | Vaticano                                     |
| 049                                                       | —                   | século IX          | Atos, CE, Paulo                                | Megisti Lavra, A' 88 | Atos                                        | Grécia                                       |
| 050                                                       | —                   | século IX          | Evangelho de João                              | Εθνική Βιβλιοθήκη, 1371 Monastério de Dionísio, 2(71) Museu Histórico Estatal, V. 29, S. 119 Christ Church, Wake 2,3                  | Atenas Atos Moscovo Oxford                  | Grécia · Grécia · Rússia · UK                |
| 051                                                       | Ath. Pantokratoros  | século X           | Apocalipse                                     | Monastério de Pantokratoros, 44 | Atos                                        | Grécia                                       |
| 052                                                       | Ath. Panteleimonos  | século X           | Apocalipse                                     | Mosteiro de São Panteleimonos, 99,2                                                                                                   | Atos                                        | Grécia                                       |
| 053                                                       | —                   | século IX          | Evangelho segundo Lucas                        | Bayerische Staatsbibliothek, Gr. 208                                                                                                  | Munique                                     | Alemanha                                     |
| 054                                                       | —                   | século VIII        | Evangelho segundo João                         | Biblioteca do Vaticano, Gr. 521 | Vaticano                                    | Vaticano                                     |
| 055                                                       | —                   | século XI          | Evangelhos                                     | Biblioteca Nacional da França, Gr. 201                                                                                                | Paris                                       | França                                       |
| 056                                                       | —                   | século X           | Atos dos Apóstolos                             | Biblioteca Nacional da França, Coislin, Gr. 26                                                                                        | Paris                                       | França                                       |
| 057                                                       | —                   | século IV          | Atos dos Apóstolos                             | Staatliche Museen zu Berlin, P. 9808                                                                                                  | Berlim                                      | Alemanha                                     |
| 058                                                       | —                   | século IV          | Evangelho segundo Mateus 18                    | Biblioteca Nacional Austríaca, Pap. G. 39782                                                                                          | Viena                                       | Áustria                                      |
| 059                                                       | —                   | século IV          | Evangelho segundo Marcos                       | Biblioteca Nacional Austríaca, Pap. G. 39779, Pap. G. 36112                                                                           | Viena                                       | Áustria                                      |
| 060                                                       | —                   | século IV          | Evangelho segundo João 14                      | Staatliche Museen zu Berlin, P. 5877                                                                                                  | Berlim                                      | Alemanha                                     |
| 061                                                       | —                   | século V           | Primeira Epístola a Timóteo                    | Louvre Ms. E 7332 | Paris                                       | França                                       |
| 062                                                       | —                   | século V           | Epístola aos Gálatas                           | Qubbat al-Khazna | Damasco                                     | Síria                                        |
| 063=0117                                                  | —                   | século IX          | Lucas, João                                    | Vatopediou, 1219 Museu Histórico Estatal, V. 137, 181 Biblioteca Nacional da França                                                   | Atos Moscovo Paris                          | Grécia · Rússia · França                     |
| 064 =074 =090                                             | —                   | século VI          | Mateus 27, Marcos                              | Vernadsky Biblioteca Nacional da Ucrânia, Petrov 17 Mosteiro de Santa Catarina, Sinai Harris 10 Biblioteca Nacional Russa, Gr. 276    | Kiev Monte Sinai São Petersburgo            | Ucrânia · Egito · Rússia                     |
| 065                                                       | —                   | século VI          | Evangelho segundo João                         | Biblioteca Nacional Russa, Gr. 6 I | São Petersburgo                             | Rússia                                       |
| 066                                                       | —                   | século VI          | Atos dos Apóstolos                             | Biblioteca Nacional Russa, Gr 6 II | São Petersburgo                             | Rússia                                       |
| 067                                                       | —                   | século VI          | Mateus, Marcos                                 | Biblioteca Nacional Russa, Gr 6 III                                                                                                   | São Petersburgo                             | Rússia                                       |
| 068                                                       | —                   | século V           | Evangelho segundo João 16                      | Biblioteca Britânica, Add. 17136 | Londres                                     | Reino Unido                                  |
| 069                                                       | —                   | século V           | Evangelho de Marcos 10–11                      | Instituto Oriental da Universidade de Chicago 2057                                                                                    | Chicago                                     | Estados Unidos                               |
| 070 =0110 =0124=0178=0179 =0180=0190=0191 =0193=0194=0202 | —                   | século V           | Lucas e João                                   | Bibliothèque nationale de France, Copt. 132 Clarendon Press, b. 2 Biblioteca Nacional Austríaca, 1 f British Library, Or. 3579 B [29] | Paris Oxford Viena Londres                  | França · Reino Unido · Áustria · Reino Unido |
| 071                                                       | —                   | século V ou VI     | Evangelho de Mateus Mateus\|1:21-24; 1:25-2:2  | Universidade de Harvard, Museu Semita de Harvard 3735                                                                                 | Cambridge                                   | Estados Unidos                               |
| 072                                                       | —                   | século V/século VI | Evangelho de Marcos 2–3                        | Qubbat al-Khazna | Damasco                                     | Síria                                        |
| 073=084                                                   | —                   | século VI          | Mateus 14–15 †                                 | Mosteiro de Santa Catarina, Harris 7 Biblioteca Nacional Russa, Gr. 277                                                               | Monte Sinai São Petersburgo                 | Egito · Rússia                               |
| 074                                                       | —                   | século VI          | Mateus 25, 26, Mateus 28, 1, 2 †               | Mosteiro de Santa Catarina | Monte Sinai                                 | Egito                                        |
| 075                                                       | —                   | século X           | Epístolas paulinas                             | Εθνική Βιβλιοθήκη | Atenas                                      | Grécia                                       |
| 076                                                       | —                   | século V/século VI | Atos dos Apóstolos 2                           | Pierpont Morgan Library, Pap. G. 8 | New York City                               | Estados Unidos                               |
| 077                                                       | —                   | século V           | Atos dos Apóstolos 13                          | Mosteiro Ortodoxo de Santa Catarina, Harris App. 5                                                                                    | Monte Sinai                                 | Egito                                        |
| 078                                                       | —                   | século VI          | Mateus, Lucas, João                            | Biblioteca Nacional Russa, Gr. 13, fol. 1–7                                                                                           | São Petersburgo                             | Rússia                                       |
| 079                                                       | —                   | século VI          | Lucas                                          | Biblioteca Nacional Russa, Gr. 13, fol. 8–10                                                                                          | São Petersburgo                             | Rússia                                       |
| 080                                                       | —                   | século VI          | Evangelho de Marcos 9–10                       | Biblioteca Nacional Russa, Gr. 275 (3) Greek Orthodox Patriarchate 496                                                                | São Petersburgo Alexandria                  | Rússia · Egito                               |
| 081                                                       | Tischendorfianus II | século VI          | II Coríntios 1–2                               | Biblioteca Nacional Russa, Gr. 9 | São Petersburgo                             | Rússia                                       |
| 082                                                       | —                   | século VI          | Epístola aos Efésios 4                         | Museu Histórico do Estado, V. 108 | Moscovo                                     | Rússia                                       |
| 083 =0112 =0235                                           | —                   | V/século VI        | João 1, 2, 3 e 4, Marcos 14, 15 e 16 Marcos 13 | Biblioteca Nacional Russa, Gr. 10 Sinai Harris 12 Biblioteca Nacional Russa                                                           | São Petersburgo Monte Sinai São Petersburgo | Rússia · Egito · Rússia                      |
| 084                                                       | —                   | século VI          | Evangelho de Mateus 15 †                       | Biblioteca Nacional Russa, Gr. 277 | São Petersburgo                             | Rússia                                       |
| 085                                                       | —                   | século VI          | Evangelho de Mateus 20                         | Biblioteca Nacional Russa, Gr. 714 | São Petersburgo                             | Rússia                                       |
| 086                                                       | —                   | século VI          | Evangelho de João 1, 3 e 4                     | British Library, Or. 5707 | Londres                                     | Reino Unido                                  |
| 087=092b                                                  | —                   | século VI          | Mateus 1–2, 19, 21 João 18 Marcos 12           | Biblioteca Nacional Russa, Gr. 12.278 Sinai 218 Sinai Harris 11, 1 f                                                                  | São Petersburgo Monte Sinai                 | Rússia · Egito · Egito                       |
| 088                                                       | —                   | 5th/6th            | I Coríntios 15:53–16:9; Tito 1:1–13            | Biblioteca Nacional Russa, Gr. 6, II                                                                                                  | São Petersburgo                             | Rússia                                       |
| 089=092a                                                  | —                   | século VI          | Evangelho de Mateus 26:2-19                    | Biblioteca Nacional Russa, Gr. 280 Mosteiro de Santa Catarina                                                                         | São Petersburgo Sinai                       | Rússia · Egito                               |
| 090                                                       | —                   | século VI          | Mateus 26, 27; Marcos 1–2 †                    | Biblioteca Nacional Russa, Gr. 277 | São Petersburgo                             | Rússia                                       |
| 091                                                       | —                   | século VI          | João 6                                         | Biblioteca Nacional Russa, Gr. 279 | São Petersburgo                             | Rússia                                       |
| 092a, 092b                                                | —                   | século VI          | Mateus 26:4–7;10-12                            | Mosteiro de Santa Catarina | Sinai                                       | Egito                                        |
| 093                                                       | —                   | século VI          | Atos 24–25, I Pedro 2–3                        | Cambridge University Library, Taylor-Schechter Coll. 12,189                                                                           | Cambridge                                   | Reino Unido                                  |
| 094                                                       | —                   | século VI          | Evangelho de Mateus 24:9–21                    | Εθνική Βιβλιοθήκη, Or. 2106 | Atenas                                      | Grécia                                       |
| 095=0123                                                  | —                   | século VIII        | Atos dos Apóstolos 2–3 †                       | Biblioteca Nacional Russa, Gr. 17 Gr. 49                                                                                              | São Petersburgo                             | Rússia                                       |
| 096                                                       | —                   | século VII         | Atos dos Apóstolos 2, 26                       | Biblioteca Nacional Russa, Gr. 19 | São Petersburgo                             | Rússia                                       |
| 097                                                       | —                   | século VII         | Atos dos Apóstolos 13                          | Biblioteca Nacional Russa, Gr. 18 | São Petersburgo                             | Rússia                                       |
| 098                                                       | —                   | Século VII         | II Coríntios 11                                | Biblioteca della Badia, Z' a' 24 | Grottaferrata                               | Itália                                       |
| 099                                                       | —                   | Século VII         | Evangelho de Marcos 16                         | Biblioteca Nacional da França, Copt. 129,8                                                                                            | Paris                                       | França                                       |
| 0100=0195                                                 | —                   | Século VII         | Evangelho de João 20                           | Biblioteca Nacional da França, Copt. 129,10                                                                                           | Paris                                       | França                                       |
| 0101                                                      | —                   | Século VIII        | Evangelho de João 1                            | Biblioteca Nacional Austríaca, Pap. G. 39780                                                                                          | Viena                                       | Áustria                                      |
| 0102=0138                                                 | —                   | Século VII         | Evangelho de Lucas 3–4                         | Vatopedi 1219; Biblioteca Nacional da França, Gr. 1155                                                                                | Monte Athos Paris                           | Grécia · França                              |
| 0103                                                      | —                   | Século VII         | Evangelho de Marcos 13–14                      | Biblioteca Nacional da França, Suppl. Gr. 726, ff. 6–7                                                                                | Paris                                       | França                                       |
| 0104                                                      | —                   | Século VI          | Mateus 23 †; Marcos 13–14 †                    | Biblioteca Nacional da França, Suppl. Gr. 726, ff. 1–5, 8–10                                                                          | Paris                                       | França                                       |
| 0105                                                      | —                   | Século X           | Evangelho de João 6–7                          | Biblioteca Nacional Austríaca, Suppl. Gr. 121                                                                                         | Viena                                       | Áustria                                      |
| 0106=0119                                                 | Tischendorfianus I  | Século VII         | Mateus 12, 13, 14 e 15 †                       | Biblioteca Nacional Russa, Gr. 16 Universidade de Leipzig, Cod. Gr. 7,4 ff Selly Oak College                                          | São Petersburgo Leipzig Birmingham          | Rússia · Alemanha · Reino Unido              |
| 0107                                                      | —                   | Século VII         | Mateus 22–23; Marcos 4–5                       | Biblioteca Nacional Russa, Gr. 11 | São Petersburgo                             | Rússia                                       |
| 0108                                                      | —                   | Século VII         | Evangelho de Lucas 11                          | Biblioteca Nacional Russa, Gr. 22 | São Petersburgo                             | Rússia                                       |
| 0109                                                      | —                   | Século VII         | Evangelho de João 16, 17 e 18                  | Staatliche Museen zu Berlin, P. 5010                                                                                                  | Berlim                                      | Alemanha                                     |
| 0110                                                      | —                   | Século VI          | Evangelho de João                              | British Library | Londres                                     | Reino Unido                                  |
| 0111                                                      | —                   | Século VII         | II Tessalonicenses 1,1–2,2                     | Staatliche Museen zu Berlin, P. 5013                                                                                                  | Berlim                                      | Alemanha                                     |
| 0112                                                      |                     |                    |                                                | |                                             |                                              |
| 0113                                                      |                     |                    |                                                | |                                             |                                              |
| 0114                                                      |                     | Século VIII        | João 20 †                                      | Biblioteca Nacional da França, Copt. 129.10, f. 198                                                                                   | Paris                                       | França                                       |
| 0115                                                      |                     | 900                | Evangelho de Lucas 9-10 †                      | Bibl. Nac. da França, Suppl. Gr. 314, ff. 179, 180                                                                                    | Paris                                       | França                                       |
| 0116                                                      |                     | Século VIII        | Mateus 19-27 †; Marcos 13-14; Lucas 3-4 †      | Biblioteca Nacional da Nápoles, II C 15                                                                                               | Nápoles                                     | Itália                                       |
| 0117                                                      |                     |                    |                                                | Biblioteca Nacional da França | Paris                                       | França                                       |
| 0118                                                      |                     | Século VIII        | Mateus 11 †                                    | Sinai Harris 6 | Monte Sinai                                 | Egito                                        |
| 0119                                                      |                     | Século VII         |                                                | Sinai Harris 8 | Monte Sinai                                 | Egito                                        |
| 0120                                                      |                     | Século VIII        | Atos                                           | Biblioteca do Vaticano, Gr. 2302 | Vaticano                                    | Vaticano                                     |
| 0212                                                      | Dura Parchment 24   | século III         | Diatessarão                                    | Universidade de Yale |                                             | Estados Unidos                               |
| 0220                                                      | —                   | ou IV              | Romanos 4:23–5:3; 8–13                         | Coleção Martin Schøyen, MS 113 | Oslo                                        | Noruega                                      |
| 0254                                                      | —                   | século V           | Gálatas 5:13–17                                | Qubbat al-Khazna | Damasco                                     | Síria                                        |
| 0308                                                      | —                   | século IV          | Apocalipse 11                                  | Biblioteca Sackler, P. Oxy. 4500 | Oxford                                      | Reino Unido                                  |
| 0319 (Dabs1)                                              | Sangermanensis      | IX/século X        | Epístolas paulinas                             | Biblioteca Nacional da Rússia, Gr. 20                                                                                                 | São Petersburgo                             | Rússia                                       |
| 0320 (Dabs2)                                              |                     | século X           | Epístola aos Efésios                           | | Mengeringhausen                             | Alemanha                                     |

### Listas do manuscritos
- A Table of Greek Manuscripts
- Greek Codices of the Bible
- Majuscule Edition - Summary of Manuscripts
- New Testament Greek MSS ordered by century (Compiled by Maurice Robinson)
- Greek Manuscript Quick Reference - The Life Foundations Nexus
- "Continuation of the Manuscript List", INTF, Universidade de Münster

### Coleção
- The Schøyen Collection
- State Museums of Berlin
- Institut für Altertumskunde (em alemão)